# 柳莊
柳莊（?—?），字思敬，河东郡解县（今山西省运城市临猗县）人，北周霍州刺史柳遐之子，後梁、隋朝官员。
柳庄少有远志，岳陽王蕭詧辟为諮議参軍，转法曹参軍。济阳蔡大宝在江左有大名，在当时担任萧詧的谘议，见到柳庄后感叹地说：“襄阳的水镜先生，又在这里了。”蔡大宝把女儿嫁给了柳庄。蕭詧建後梁称帝，柳庄担任中書舍人。历任後梁給事黄門侍郎、吏部郎中、鴻臚卿。
楊堅掌握北周政权，後梁皇帝蕭巋派柳庄为使者入关。楊堅厚遇柳庄、帰還柳庄走的时候杨坚和他执手送别。尉迟迥之乱，後梁将帥多想要和尉迟迥联合，进可以为北周尽节，退可以席卷山南。柳庄主張联合楊堅，蕭巋听从了他的话，于是后梁的江山社稷才得以保存。
581年，楊堅建立隋朝，即皇帝位，柳庄再次入朝。晋王杨广迎娶蕭巋的女儿为蕭妃，柳庄为了这件事在長安、江陵之間多次往来。蕭琮即位，以柳庄为太府卿。隋朝废除後梁，柳庄在隋朝拜为開府儀同三司，不久改任給事黄門侍郎。柳庄通晓古代制度，又很懂世务，蘇威、高熲都很看重他。同官陳茂与他互相敵視，多次进献讒言，文帝开始疏远他。
591年，徐璒在江南作乱，柳庄为行軍总管長史平乱。平定徐璒后，柳庄担任饒州刺史，有治績。数年後，在任上去世，享年六十二岁。

## 延伸阅读
[在维基数据编辑]
 《隋書·卷66》，出自魏徵《隋书》